# Tayna Lawrence
Tayna Lawrence (Spanish Town, 17 de setembro de 1975) é uma atleta jamaicana. Ela é detentora de uma medalha de ouro olímpica no revezamento 4 x 100 metros.
Ela se formou na Universidade Internacional da Flórida, nos Estados Unidos da América. Teve uma contusão na perna e teve que passar por cirurgia em 2003, perdendo o Campeonato Mundial de Atletismo em Paris — o problema se iniciou em 2001, quando teve uma série de fraturas na perna.

## Recordes pessoais
| Data                 | Evento     | Local                  | Tempo |
| -------------------- | ---------- | ---------------------- | ----- |
| 30 de agosto de 2002 | 100 metros | Bruxelas, Bélgica      | 10.93 |
| 1º de maio de 2000   | 200 metros | Pointe-à-Pitre, França | 22.84 |

## Conquistas
| Ano  | Competição                       | Local             | Posição | Evento       |
| ---- | -------------------------------- | ----------------- | ------- | ------------ |
| 2000 | Jogos Olímpicos de Verão de 2000 | Sydney, Austrália | 2ª1     | 100 metros   |
| 2000 | Jogos Olímpicos de Verão de 2000 | Sydney, Austrália | 2ª      | 4x100 metros |
| 2002 | Copa do Mundo da IAAF            | Madri, Espanha    | 2ª      | 100 metros   |
| 2002 | Grand Prix da IAAF               | Paris, França     | 3ª      | 100 metros   |
| 2004 | Jogos Olímpicos de Verão de 2004 | Atenas, Grécia    | 1ª      | 4x100 metros |

1 A estadunidense Marion Jones que venceu a prova, foi desclassificada em dezembro de 2007 após confessar o uso de substâncias proibidas durante os Jogos. Lawrence herdou a medalha de prata ao lado de Ekaterini Thanou, da Grécia.